# Benthobatis
Benthobatis – rodzaj ryb chrzęstnoszkieletowych z rodziny Narcinidae.

## Rozmieszczenie geograficzne
Do rodzaju należą gatunki występujące w wodach północnego Oceanu Indyjskiego, zachodniego i południowo-zachodniego Oceanu Atlantyckiego i północno-zachodniego Oceanu Spokojnego.

## Morfologia
Długość ciała do 50 cm; masa ciała do.

## Systematyka
Rodzaj zdefiniował w 1898 roku brytyjski przyrodnik Alfred William Alcock w artykule poświęconym rybom głębinowym, z opisami niektórych nowych rodzajów i gatunków, odłowionych podczas rejsu okrętu badawczego HMS „Investigator” opublikowanym w czasopiśmie The Annals and magazine of natural history. Gatunkiem typowym jest (oznaczenie monotypowe) B. moresbyi.

### Etymologia
Benthobatis: gr. βενθος benthos ‘głębia’; βατις batis ‘płaska ryba, zwykle stosowana w odniesieniu do płaszczki lub rai’.

### Podział systematyczny
Do rodzaju należą następujące gatunki:
- Benthobatis kreffti Rincón, Stehmann & Vooren, 2001
- Benthobatis marcida Bean & Weed, 1909
- Benthobatis moresbyi Alcock, 1898
- Benthobatis yangi Carvalho, Compagno & Ebert, 2003